# Orthonama bistrigata
Orthonama bistrigata là một loài bướm đêm trong họ Geometridae.